# Białocin (Mazovia)
Białocin [pronunciación en polaco: /bjaˈwɔt͡ɕin/] es un pueblo en el distrito administrativo de Gmina Iłów, dentro del Distrito de Sochaczew, Voivodato de Mazovia, en el centro-este de Polonia. Se encuentra aproximadamente 8 kilómetros al sudoeste de Iłów, 20 kilómetros al oeste de Sochaczew, y 71 kilómetros al oeste de Varsovia.